# Dodekafónia
A dodekafóniát (Zwölftontechnik, twelve-tone technique) más néven tizenkét fokú technikát mint kompozíciós eljárást Arnold Schönberg (kb. 1920-tól) fejlesztette ki. Egy új rendszer volt a cél, amely helyettesíteni tudja az addigi tonális harmóniák fölényét. Az egyszerűbb kromatikus skálát használja (aisz = b). A XX. század elején a második bécsi iskola égisze alatt Schönberg tanítványaival – Anton Webern és Alban Berg – dolgozott új zenei fejlesztéseken, a szabad atonalitás után a dodekafónián. Később a tanítványok függetlenül módosítják és fejlesztik tovább az új technikát.
Schönberg a temperált félhangskála 12 hangját egyenrangúként kezeli a dodekafon komponálás során. 12 hangú sorokkal (Reihe) dolgozik. A módszer – melyben nem a hallás az elsődleges komponálási tényező, hanem a strukturális törvényszerűségek – nagy szabadságot ad a zeneszerzőknek. Dodekafóniája először 1921-ben a Klaviersuite-ben op. 25 jelenik meg.
Josef Matthias Hauer is részt vesz egy másfajta 12 fokú technika kidolgozásában (1919-től), de módszere nem terjed el. Hauer ún. tropusokat használ (két hat hangból álló csoport 44 lehetséges kombinációban). Nála ezek jelentik a kompozíciós alapot.

## Tizenkét hangú sorozatok a zenében
Schönberg zenei sorozatokat használ. Sorozatokat bármiből lehet létrehozni, ezt zeneivé téve – a sorozat tagjaihoz hangokat rendelve – új, az eddigi megszokottól alapvetően különböző komponálási módszer jön létre: a szerializmus. A dodekafónia tizenkét hanggal való komponálást jelent. Ezeket a hangokat sorba rendezve a szerializmus korai formája jelenik meg Schönbergnél.
A 12 hangú sort minden műhöz újonnan találják ki. Az alap sor rögzíti a 12 hang helyét, illetve a hangközöket. Az így kapott – kromatikus skálából kiválogatott – hangok sorának négyféle formája van (kottapélda):
- alapforma
- rákfordítás, vertikális tükrözéssel avagy az alapformát visszafelé olvasva
- tükörfordítás, minden hangköz horizontális tükrözésével
- tükörrák

Ennek a négy formának minden hangja transzponálható külön-külön felfelé illetve lefelé félhangonként. Így transzponálható az összes sor 11-féle módon, majd a transzponált sorok is a négyféle alapvető formát kaphatják meg. Egy kompozíciós mű, építkezéséhez így kap 48 Reihét (sort).
A 48 Reihe egymás alá írva függőlegesen olvasva akkordokat ad ki, így gazdagítható a horizontális dallamvezetés.
Az alapforma 12 hangjából való építkezés lehetővé teszi minden hang ismétlésének elhalasztását, ameddig csak lehetséges, mivel a dodekafónia egyik alapszabálya szerint addig nem ismétlődhet meg egy hang a sorból, míg a többi 11 meg nem szólalt. A sorozaton belüli hangközök meghatározzák az egész darab jellegét.
A korai (szabad) tizenkétfokúság (dodekafónia) különbözik a szeriális tizenkét fokúságtól, mivel az előbbi a hangnak csak az egyik paraméterét, a hangmagasságot illetve a hangmagasságviszonyokat határozza meg, s ezt rendezi sorokba, addig az utóbbi már más hangparaméterekre – a hangok dinamikája, időtartama és hangszíne – is kiveti a soros rendszert.

## Témák és dallamok létrehozása sorokkal
Legalapvetőbb lehetőség az alapsor és annak variációi. Azonban általában a Reihét egy tizenkét hangú témából nyerik, majd az így kapott sort használják alapanyagként komponálás során.
Harmóniát többféle módon (pl. a sorok rétegzésével) lehet létrehozni. Ilyenkor több Reihe szólal meg egy időben.
Sorrétegzéskor tizenkét fokú mező jön létre.
A hangsorokat megtörni is lehet. Sortöréskor egy-egy Reihéből kiemelve bizonyos hangokat és áttéve a dallam más szakaszába, megengedett.
A Reihe hangjainak együtthangzását nem szabályozza semmi. A hangsorozat szélsőséges sűrítése a tizenkét fokú akkord.
A 12 hangú technika a 12 hang egyenrangúsága révén megakadályozza a tonális központok kialakulását, emellett a sor egymást követő hangjainak egyidejű megszólaltatása során is harmónia keletkezik.

## A dodekafónia továbbgondolása
Schönberg 12 fokú zeneszerzési technikája Németországban és Ausztriában a II. világháború előtt többnyire csak fiatal komponisták figyelmét keltette fel. Ernst Krenek volt talán az egyetlen széles körben ismert zeneszerző a szűk körön kívül, aki elfogadta ezt a rendszert (erre épülő operája Karl V. 1933). Később Igor Stravinsky is soros eljárásokat használ. In memoriam Dylan Thomas című műve (1954) az egyik korai soros darabja.
A dodekafónia a szeriális zene előzményének tekinthető. A tizenkét fokú technika csak a hangmagasságot és a hangok egymás közti viszonyát szabályozza. A Reihe-gondolkodás kiterjesztése más hangparaméterekre, mint a hang időtartama (metrikai és ritmikai sorok), hangerő (dinamikai jelek sora) és hangszín (sorba rendezett hangszeres színértékek illetve hangszerösszeállítás-sorok) 1950 után a szeriális zene kialakulásához vezetett.

### Dodekafon eljárást alkalmazó szerzők
- Arnold Schönberg
- Alban Berg
- Anton Webern
- Josef Matthias Hauer
- Ernst Krenek
- Vincze Imre

## Fordítás
- Ez a szócikk részben vagy egészben  a   Zwölftontechnik című német Wikipédia-szócikk fordításán alapul.  Az eredeti cikk szerkesztőit annak laptörténete sorolja fel. Ez a jelzés csupán a megfogalmazás eredetét és a szerzői jogokat jelzi, nem szolgál a cikkben szereplő információk forrásmegjelöléseként.
- Ez a szócikk részben vagy egészben  a   Twelve-tone technique című angol Wikipédia-szócikk fordításán alapul.  Az eredeti cikk szerkesztőit annak laptörténete sorolja fel. Ez a jelzés csupán a megfogalmazás eredetét és a szerzői jogokat jelzi, nem szolgál a cikkben szereplő információk forrásmegjelöléseként.